# Boletina landrocki
Boletina landrocki är en tvåvingeart som beskrevs av Edwards 1924. Boletina landrocki ingår i släktet Boletina och familjen svampmyggor. Arten är reproducerande i Sverige. Inga underarter finns listade i Catalogue of Life.